# Milhac-d’Auberoche
Milhac-d’Auberoche (okzitanisch: Milhac-d’Auba Rocha) ist eine Ortschaft und eine Commune déléguée in der französischen Gemeinde Bassillac et Auberoche mit 550 Einwohnern (Stand: 1. Januar 2022) im Département Dordogne in der Region Nouvelle-Aquitaine. Die Einwohner werden Milhacois genannt.
Milhac-d’Auberoche wurde mit Wirkung vom 1. Januar 2017 mit fünf weiteren Gemeinden zur Commune nouvelle Bassillac et Auberoche zusammengelegt. Die Gemeinde Milhac-d’Auberoche gehörte zum Arrondissement Périgueux und zum Kanton Haut-Périgord Noir.

## Geographie
Milhac-d’Auberoche liegt in der Landschaft Périgord, etwa 17 Kilometer ostsüdöstlich von Périgueux. 

## Bevölkerungsentwicklung
| Jahr                       | 1962 | 1968 | 1975 | 1982 | 1990 | 1999 | 2006 | 2013 |
| Einwohner                  | 465  | 480  | 419  | 427  | 452  | 440  | 504  | 584  |
| Quellen: Cassini und INSEE |      |      |      |      |      |      |      |      |

## Verkehr
Milhac-d’Auberoche liegt an der Bahnstrecke Coutras–Tulle und wird im Regionalverkehr mit TER-Zügen bedient.

## Sehenswürdigkeiten
- Kirche Saint-Marc aus dem 14. Jahrhundert
- Schloss La Besse aus dem 15. Jahrhundert

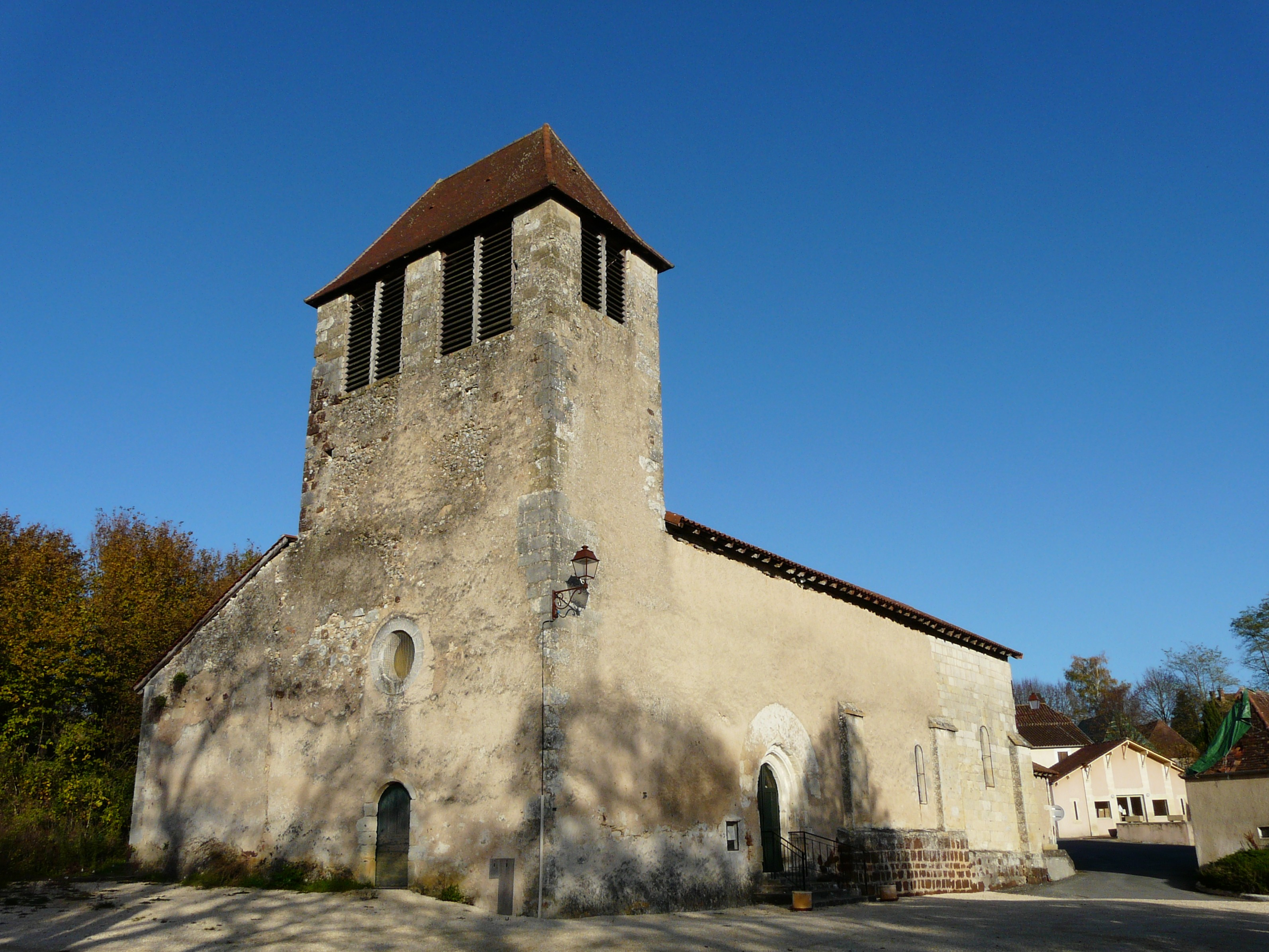
Kirche Saint-Marc
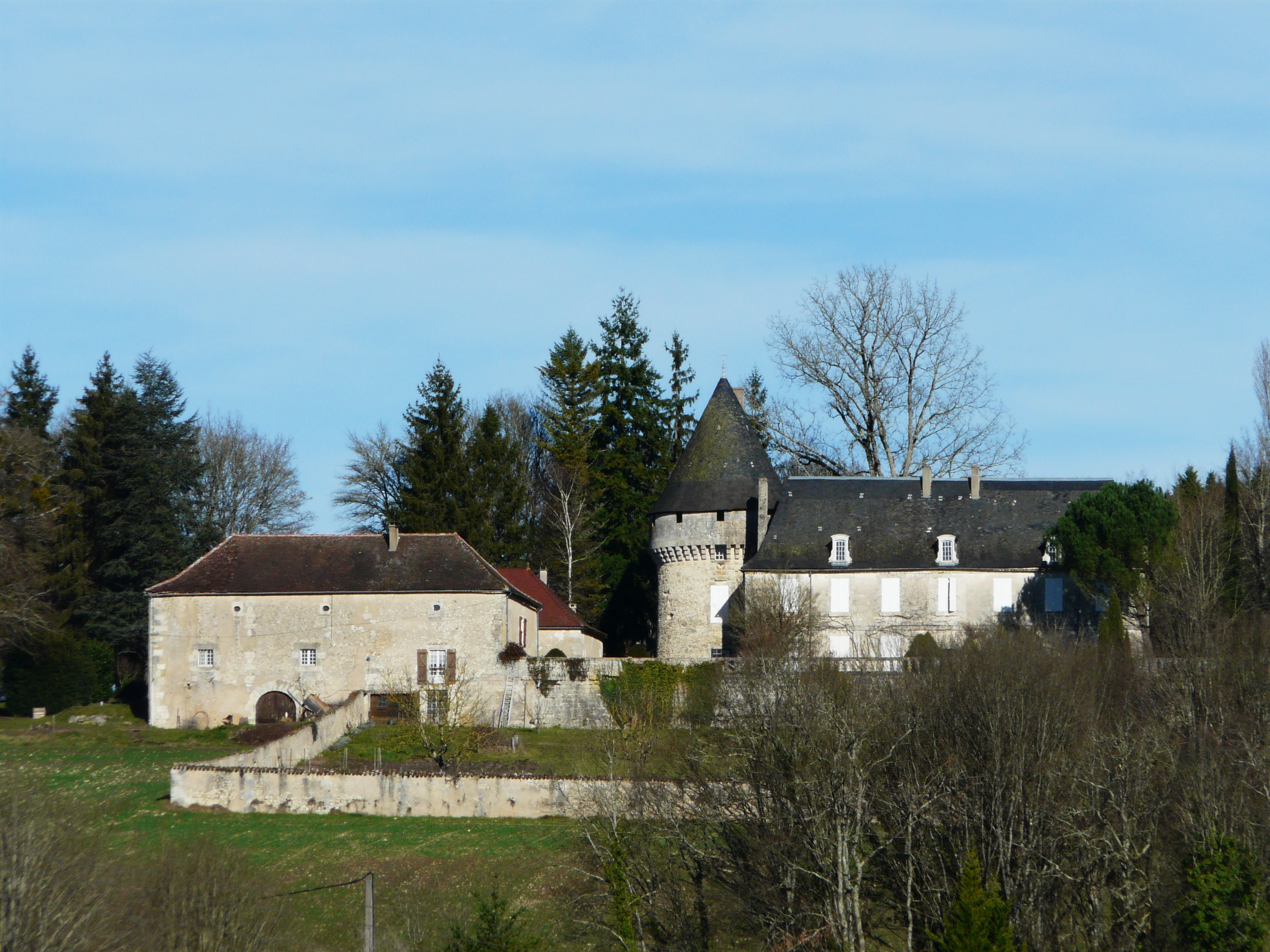
Schloss La Besse

## Persönlichkeiten
- Suzanne Lacore (1875–1975), Politikerin (SFIO)